# حاجی باری
حاجی باری (انگلیسی: Hadji Barry؛ زادهٔ ۸ دسامبر ۱۹۹۲) بازیکن فوتبال اهل گینه است.
از باشگاه‌هایی که در آن بازی کرده است می‌توان به باشگاه فوتبال اورلاندو سیتی اشاره کرد.
وی همچنین در تیم ملی فوتبال گینه بازی کرده است.